# Jacques Bacot
Jacques Bacot (1877-1965) was een ontdekkingsreiziger en tibetoloog. Hij reisde veel in India, West-China en de grensregio's van Tibet.
Jacques Bacot maakte vanaf 1904 een reis rond de wereld, waarbij hij in 1906 een expeditie naar Tibet maakte. In 1907 reisde hij naar de vallei van de Jangtsekiang. Bij zijn terugkomst in Frankrijk in 1908, ging hij zich met Sylvain Lévi wijden aan de studie Tibetaans. Andere grote reizen die hij ondernam, waren naar Indochina (1909-1910) en de Himalaya (1913-1914 en 1930-1931)
Jacques Bacot werd studiedirecteur Tibetaans aan de École pratique des hautes études in 1936 en werd lid van de Académie des inscriptions et belles-lettres in 1947. Hij behoorde tot de eerste generatie Westerse wetenschappers die de Tibetaanse grammaticale traditie onderzocht. Samen met Frederick William Thomas onderzocht hij de oude Tibetaanse manuscripten van Dunhuang, waarbij ze geholpen werden door onder andere Gendün Chöpel. 